# Zaire-Tiefland
Das Zaire-Tiefland („Wasser-Tiefland“) liegt an der südwestafrikanischen Atlantikküste am schmalen Küstenstreifen von Gabun, Republik Kongo, Demokratische Republik Kongo und Nord-Angola. Topografisch befindet es sich an der Westabdachung der Niederguineaschwelle, die dort in Nord-Süd-Richtung verläuft. Es breitet sich westlich des Schwellen-Hochlands Kongobecken und nördlich und südlich der Kongo-Mündung in der Küstenregion aus.

## Landesnatur
Nicht weit von der Küstenlinie entfernt, an und auf den Höhen der Niederguineaschwelle, beginnen die tropischen Regenwälder. Von dieser Küstenbergkette fließen zahlreiche kleinere und größere Bachläufe und Flüsse in Richtung Ozean. Der mit Abstand größte Fluss ist der Kongo, der als zweitgrößter Strom Afrikas aus Richtung Osten und aus dem Kongobecken heranströmt, durch die Schwelle bricht und dann in das langgestreckte Küstentiefland eintritt. Wegen des Wasserreichtums gaben die Einheimischen dem Landstrich den Namen „Zaire“, was so viel wie „Wasser“ bedeutet.

## Flüsse, Länder und Orte
Von Norden nach Süden gesehen liegen diese Flüsse, Länder und Orte im Zaire-Tiefland.

### Flüsse
- Ogowe
- Kouilou
- Kongo
- Cuanza

### Länder und abhängige Regionen
- Gabun
- Republik Kongo
- Cabinda (Exklave; zu Angola)
- Demokratische Republik Kongo
- Angola (Nördlicher Landesteil)

### Orte
- Libreville
- Port-Gentil
- Pointe-Noire
- Cabinda
- Luanda